# Fylosilikát

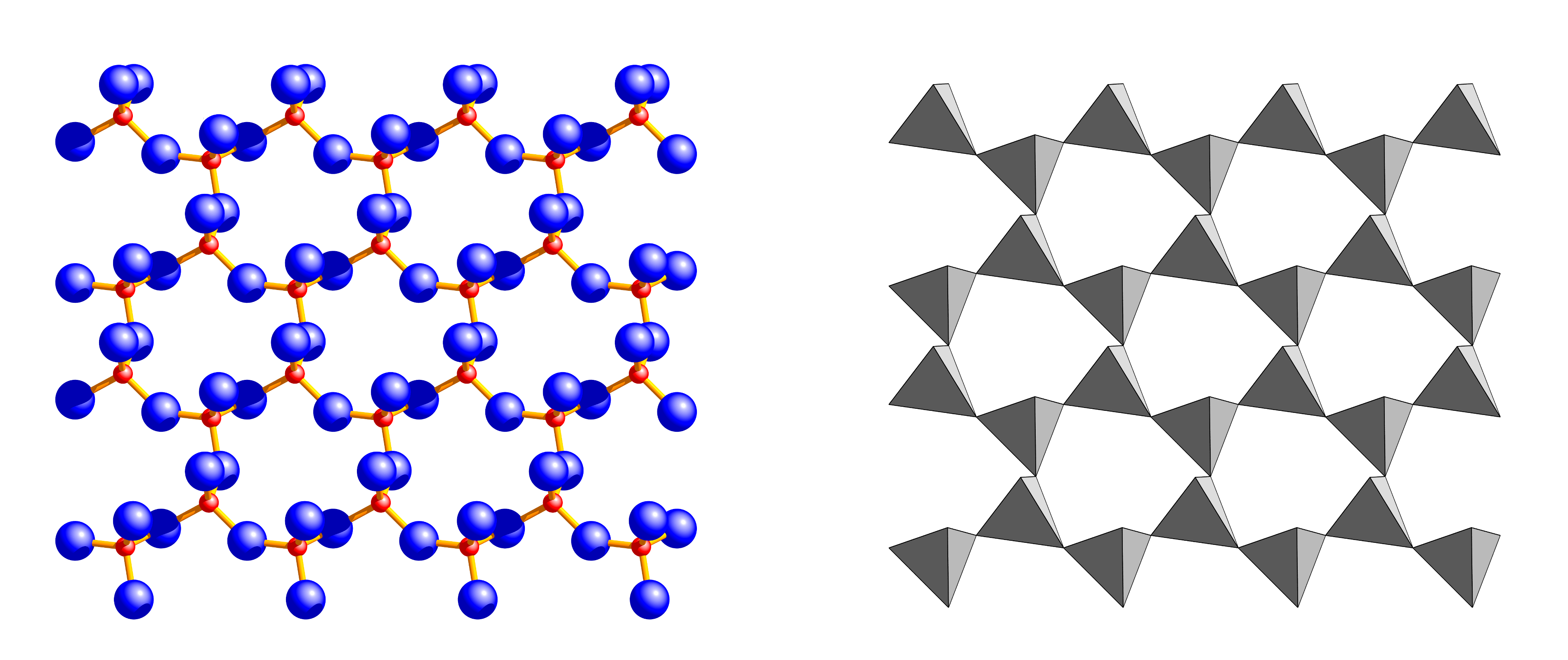
Schéma krystalové mřížky muskovitu, typického představitele skupiny fylosilikátů

Fylosilikáty nebo vrstevnaté silikáty jsou skupinou silikátových minerálů tvořených plochými vrstvami sdílených tří- nebo čtyřatomových molekul SiO4 tetraedrického tvaru. Atom křemíku bývá obklopen 4 atomy kyslíku v rozích tetraedru (někdy mohou obsahovat namísto kyslíku OH− skupinu). Kyslíky po okrajích jsou sdíleny se sousedními tetraedry. V chemickém složení fylosilikátů lze vždy pozorovat řetězec [Si2O5]2−. Patří mezi ně například slídy, jílové minerály nebo mastek.
Název fylosilikáty pochází z řeckého slova phyllum – list.
Tetraedry SiO4 sdílejí obyčejně 3 ze svých kyslíků s okolními tetraedry, přičemž dva sousední tetraedry nemají společné nikdy více než 2 atomy. Každý čtyřstěn je spojen s třemi dalšími. Křemík v této rozvrstvené struktuře tvoří vrcholy šestiúhelníků. Nesdílené atomy kyslíku (obvykle 1 v každém tetraedru) se nachází nejčastěji na jedné straně rozvrstvené struktury. Tyto atomy mají volné chemické vazby schopné spojení s atomy kovů. Tato vlastnost fylosilikátů umožňuje zabudovat do jejich struktury různé atomy kovů a dalších prvků. Vrstvičky tetraedrů se tímto způsobem mohou navzájem spojovat a tvořit tak vrstevnaté struktury. Součástí struktur mohou být i oktaedry, jejichž centrálním atomem jsou často kovy. Mezi jednotlivými vrstvami jsou slabší vazby než mezi jednotlivými atomy ve vrstvách. Fylosilikáty je proto možné snadno štípat podél těchto vrstev, která je často jejich jedinou přednostní rovinou štěpnosti. Tyto minerály mají proto často tabulkovitý nebo destičkovitý habitus, nízkou hustotu a poměrně malou tvrdost. Jejich destičkovité krystaly jsou obyčejně ohebné a pružné.

## Členění
Dle Strunzovy klasifikace tvoří fylosilikáty třídu VIII / H. Patří mezi ně tyto minerální skupiny:
- skupina serpentinu: antigorit, lizardit a chryzotil
- jílové minerály: halloysit, kaolinit, illit, montmorillonit, vermikulit, mastek a další
- skupina slídy: biotit, muskovit, flogopit, glaukonit a další
- skupina chloritu: hlavně chlorit